# Trosendorf
Trosendorf ist ein Ortsteil der Gemeinde Schönthal im Landkreis Cham des Regierungsbezirks Oberpfalz im Freistaat Bayern.

## Geografie
Trosendorf liegt an der Staatsstraße 2400, 2,3 Kilometer nordwestlich von Schönthal. Trosendorf liegt zwischen dem Langerbach im Westen und dem Hängebach im Osten. Die beiden Bäche vereinigen sich südlich von Trosendorf und münden bei Schönthal in die Schwarzach.

## Geschichte
Trosendorf (auch: Drosendorf, Droßndorff, Drosendorff, Troßendorff, Droßendorf) gehört zu den -dorf-Orten. Die Ortsnamenforschung kennzeichnet die auf -dorf endenden Ortsnamen als Gründungen aus dem 9. bis 12. Jahrhundert. Solche Ortsnamen treten in der Umgebung von Waldmünchen gehäuft auf.
Im Verzeichnis der Erträge des Klosters Schönthal von 1429 war Trosendorf enthalten.
1505 wurde Trosendorf genannt. 1522 erschien es mit 5 Amtsuntertanen. 1522 gehörten Untertanen in Trosendorf zum Kastenamt Rötz. 1588 hatte Trosendorf 3 Höfe, 2 Güter, 2 Sölden. In einem Verzeichnis von 1588 wurden Mannschaften in Trosendorf als zur Frais Schwarzenburg gehörig aufgeführt. 1596 besaß das Kloster Walderbach in Trosendorf 2 Höfe und 2 Güter.
1622 wurden für Trosendorf 7 Mannschaften verzeichnet. In der Steueranlage von 1630 wurde das Pflegamt Rötz in vier Viertel eingeteilt. Dabei gehörte Trosendorf zum 3. Viertel. 1630 hatte Trosendorf 3 Höfe, 2 Güter, 1 Söldengütl, 1 Sölde, 1 Hütmann.
1808 wurden für Trosendorf 7 Anwesen und 1 Hüthaus aufgeführt.
1808 wurde die Verordnung über das allgemeine Steuerprovisorium erlassen. Mit ihr wurde das Steuerwesen in Bayern neu geordnet und es wurden Steuerdistrikte gebildet. Dabei kam Trosendorf zum Steuerdistrikt Schönthal. Der Steuerdistrikt Schönthal bestand aus den Dörfern Schönthal, Loitendorf, Trosendorf und Thurau und der Einöde Wullnhof.
1820 wurden im Landgericht Waldmünchen Ruralgemeinden gebildet. Dabei kam Trosendorf zur Ruralgemeinde Loitendorf. Die Gemeinde Loitendorf bestand aus den beiden Dörfern Loitendorf mit 20 Familien und Trosendorf mit 12 Familien und der Einöde Wullnhof mit 3 Familien. 1978 ging die Gemeinde Loitendorf in der Gemeinde Schönthal auf.
Trosendorf gehört zur Pfarrei Hiltersried. 1997 hatte Trosendorf 86 Katholiken.

## Einwohnerentwicklung ab 1820

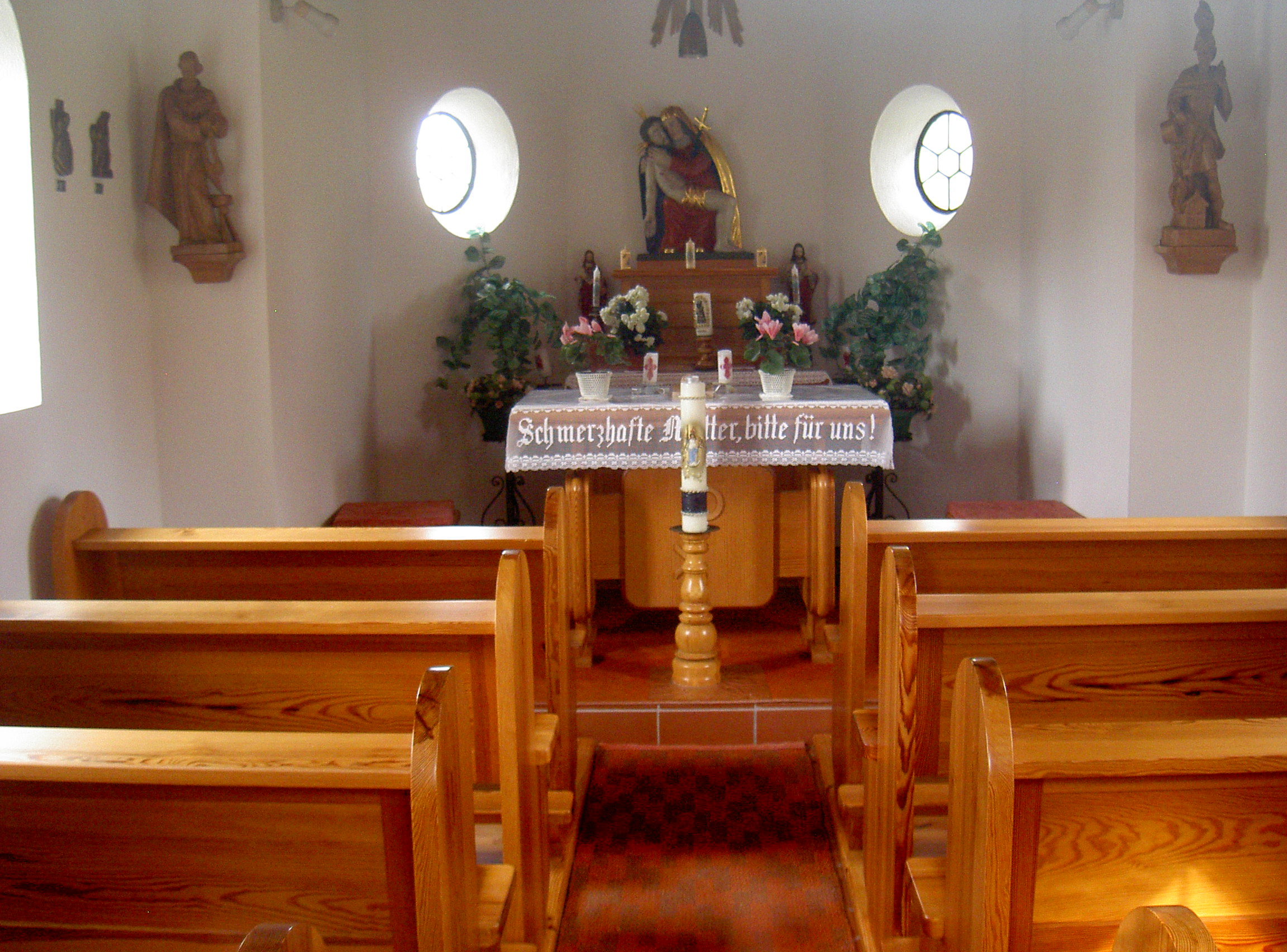
Trosendorf Kapelle Figurengruppe

| Jahr | Einwohner   | Gebäude |
| ---- | ----------- | ------- |
| 1820 | 12 Familien | k. A.   |
| 1838 | 97          | 7       |
| 1861 | 63          | 18      |
| 1871 | 77          | 38      |
| 1885 | 72          | 9       |
| 1900 | 64          | 9       |
| 1913 | 70          | 9       |

| Jahr | Einwohner | Gebäude |
| ---- | --------- | ------- |
| 1925 | 68        | 9       |
| 1950 | 91        | 10      |
| 1961 | 61        | 10      |
| 1970 | 72        | k. A.   |
| 1987 | 95        | 21      |
| 2011 | 100       | k. A.   |

## Tourismus und Sehenswürdigkeiten
Durch Trosendorf führt der Mountainbikeweg MTB-14.
In der Kapelle von Trosendorf befindet sich die denkmalgeschützte Figurengruppe Beweinung aus dem 18. Jahrhundert, Denkmalnummer D-3-72-157-21. Am südöstlichen Ortsrand von Trosendorf liegt eine mesolithische Freilandstation, Denkmalnummer D-3-6641-0092.